# Пасин, Владислав Сергеевич
Владислав Сергеевич Пасин (1929—2021) — русский советский писатель, прозаик, поэт, литературовед и краевед. Член Союза писателей России. Лауреат Всероссийской литературной премия имени А. К. Толстого «Серебряная лира» (2004) и Международной литературной премии имени Бояна (2014).

## Биография
Родился 6 июня 1929 года в Брянске.
С 1949 года после окончания Брянского железнодорожного училища начал свою трудовую деятельность на должностях слесаря, кочегара и помощника машиниста на железнодорожной станции Брянск-Орловский. С 1953 по 1954 год  проходил обучение в Школе рабочей молодёжи. С 1955 по 1961 год на комсомольской работе, инструктор Брянского городского и областного комитета комсомола. С 1958 по 1963 год обучался в Московском государственном заочном педагогическом институте. С 1963 по 1992 год занимался педагогической деятельностью, был преподавателем общественных дисциплин в различных учебных заведениях Брянской области. Помимо основной деятельности В. С. Пасин был руководителем Брянского областного общества книголюбов, являлся одним из организаторов и инициаторов проведения литературного праздника славянской письменности и культуры «На земле Бояна».
Член Союза писателей России и член Брянской писательской организации Союза писателей России. В 1984 году вышла его первая книга «Декабристы Брянщины» изданная в Приокском книжном издательстве, эта книга считается первой в стране работой о декабристах Брянского края и получила высокую оценку экспертов-рецензентов.
Пасин является автором таких книг как: «Владимир Соловьёв в Красном Рогу» (о жизни А. К. Толстого и его жены Софьи), «Бездомная чайка» (о балерине Л. Я. Нелидовой), «И грезится блаженная Нepycca» (о брянском периоде литературной деятельности поэта Д. Л. Андреева), «Овстугская затворница» (о жизни второй жены Ф. И. Тютчева — Эрнестины в Овстуге). С 1999 по 2009 год работал над пушкинским альбомом «Души моей царицы». Так же являлся автором таких произведений как: «Пушкинская мадонна», «Поэзии русской царица», «Олины колокольчики», «Супоневский мини-рынок», «Звенела шпагой острая строка», «Подвиг любви и долга», «Флора в творчестве поэтов Брянского края», «Соловьи светозарного края», «Роса оранжевого часа», «Певец земли Бояна», «В лабиринте времени», «Елена Премудрая», «Дорогами Игоревой песни» и «Шелест книжных страниц». 
В 2004 году «за большую работу по пропаганде и изучению исторического прошлого Брянского края, в том числе за заслуги по пропаганде творчества А. С. Пушкина, Ф. И. Тютчева, А. К. Толстого и Д. Л. Андреева, а также писателей Брянщины» Владиславу Сергеевичу Пасину была присуждена Всероссийская премия имени А. К. Толстого «Серебряная лира». В 2014 году «За многолетнюю плодотворную работу краеведческую во благо земли Трубчевской и значимый вклад в сохранение культурного наследия братских славянских народов» удостоен — Международная литературная премия имени Бояна.
Скончался 25 января 2021 года в Брянске от коронавирусной инфекции

## Награды
- Всероссийская литературная премия имени А. К. Толстого «Серебряная лира» (2004 «За большую работу по пропаганде и изучению исторического прошлого Брянского края, в том числе за заслуги по пропаганде творчества А. С. Пушкина, Ф. И. Тютчева, А. К. Толстого, Д. Л. Андреева и писателей Брянщины»[8])
- Международная литературная премия имени Бояна (2014 «За многолетнюю плодотворную работу краеведческую во благо земли Трубчевской и значимый вклад в сохранение культурного наследия братских славянских народов»[9])